# Ottavio Paravicini
Pour les articles homonymes, voir Paravicini.
Ottavio Paravicini, né à Rome le 11 juillet 1552 et mort à Rome le 3 février 1611, est un cardinal italien du XVIe siècle et du début du XVIIe siècle.

## Repères biographiques
Ottavio Paravicini est élu évêque d'Alexandrie en 1584. Il est nonce apostolique en Suisse en 1587-1591.
Le pape Grégoire XIV le crée cardinal lors du consistoire du 6 mars 1591. Il participe au conclave de 1591, lors duquel Innocent IX est élu, au conclave de 1592 (élection de Clément VIII) et aux deux conclaves de 1604 (élection de Léon XI et de Paul V). Le cardinal Paravicini est camerlingue du Sacré Collège en 1608-1609.

## Succession apostolique
Ottavio Paravicini a ordonné les évêques suivants :
- Archevêque Camille Borghèse (en) (1594)
- Évêque Filippo Archinto (de) (1595)
- Évêque Eugenio Savino (1596)
- Évêque Johann Jakob Mirgel (1598)
- Évêque Ursino de Bertis (it) (1598)
- Évêque Vittorino Manso, O.S.B. (1599)
- Archevêque Francisco Velarde de la Cuenca (en) (1599)
- Évêque Gregor Helfenstein (en) (1599)
- Évêque Placido Fava, O.S.B.Oliv. (1600)
- Évêque Gaspare Paluzzi degli Albertoni (en) (1601)
- Évêque Camillo Aulari (it) (1602)
- Archevêque Lucio Morra (en) (1606)
- Évêque Istvan Szentandrássy, O.F.M. (1606)
- Archevêque Juan Beltrán Guevara y Figueroa (en) (1606)
- Évêque Julius Lana (en) (1606)
- Cardinal Giambattista Leni (1608)